# Брандон (Ајова)
Брандон (енгл. Brandon) град је у америчкој савезној држави Ајова. По попису становништва из 2010. у њему је живело 309 становника.

## Демографија
Према попису становништва из 2010. у граду је живело 309 становника, што је -2 (-0.6%) становника више него 2000. године.
| Група             | 2000.       | 2010.       |
| Белци             | 308 (99,0%) | 288 (93,2%) |
| Афроамериканци    | 0 (0,0%)    | 1 (0,3%)    |
| Азијати           | 0 (0,0%)    | 0 (0,0%)    |
| Хиспаноамериканци | 0 (0,0%)    | 16 (5,2%)   |
| Укупно            | 311         | 309         |